# Karol Ludwik zu Hohenlohe-Neuenstein-Gleichen
Karol Ludwik zu Hohenlohe-Neuenstein-Gleichen (23 września 1674 w Ohrdruf – 5 maja 1756 w Weikersheim) – książę zu Hohenlohe-Neuenstein-Gleichen, syn księcia Jana Fryderyka I i jego żony Elżbiety.

## Życie prywatne
- 7 sierpnia 1711 poślubił Dorotę von Brandenburg-Kulmbach
- 11 listopada 1713 ożenił się z Elżbietą Fryderyką von Oettingen. Mieli dwoje dzieci:
  - Alberta Ludwika
  - Zofię Ernestynę